# Orde del Servei a la Pàtria a les Forces Armades
L'Orde del Servei a la Pàtria a les Forces Armades (rus:Орден "За службу Родине в Вооружённых Силах СССР"; transliterat: Orden "Za sluzhbu Rodine v Vooruzhennih Silah SSSR") és un orde militar soviètic, creat per Leonid Bréjnev instituït mitjançant el Decret de la Presidència del Soviet Suprem del 28 d'octubre de 1974.
Penja a la dreta del pit, i se situa després de l'Orde de l'Estrella Roja. L'orde consisteix en 3 graus, 1a classe, 2a classe i 3a classe, i s'atorga successivament (s'inicia per la 3a classe).
Els receptors de l'Orde Servei a la Pàtria a les Forces Armades de tots 3 graus tenen dret a diversos beneficis socials, com un augment del 15% en la pensió, prioritat en el manteniment de l'habitatge, al transport personal gratuït (un cop l'any) tant ferroviari com naval en 1a classe, a l'ús gratuït dels transports locals, a serveis extraordinaris de les empreses d'espectacles o culturals/educatius, etc.
Es tracta de l'únic orde militar aparegut a la Unió Soviètica després de la II Guerra Mundial, i va ser instituït poc d'un any després de l'Orde de la Glòria Laboral, sent anàloga a aquella (també té 3 graus, i tenen un sistema similar de privilegis). A més, la concessió era atorgada rigurosament de manera successiva (dels 10 ordes que existien a l'URSS, aquest orde només el tenien aquests dos ordes i l'Orde de Glòria)
L'orde s'instituí per la proposició del ministre de defensa de l'URSS Andrei Gretxkó. L'autor del projecte de l'orde va ser el Coronel de la Reserva Filipenko.
La primera concessió va ser feta el vespre anterior a la celebració del Dia de l'Exèrcit Soviètic i la Flota de Guerra, mitjançant el Decret de la Presidència del Soviet Suprem de l'URSS del 17 de febrer de 1975. Aquest decret la concedia a 57 militars.
Abans de la celebració del 30è Aniversari de la Victòria sobre l'Alemanya nazi es tornà a concedir, mitjançant el Decret de 30 d'abril de 1975, sent atorgada a un nou grup de militars d'alt rang, així com veterans de la guerra que encara estaven en actiu. Entre aquests hi havia 8 Mariscals de la Unió Soviètica, (entre ells Aleksandr Vassilevski o Hovhannes Baghramian), els Caps Mariscals de les diverses armes, els Generals d'Exèrcit P.I. Batoc, A.S. Jadov, D.D. Leljushenko, i d'altres.
La primera concessió de la 2a classe va tenir lloc el 30 de juliol de 1976, i va ser pel Tinent General I.V. Vinogradov. En any i mig va ser atorgada en 150 ocasions.
Els primers a rebre la 1a classe van ser el Coronel General I.G. Zavjalov, el Tinent General I.K. Kolodkajnij, i el seu suplent, el Major General V.P. Xerbakov, l'11 de febrer de 1982. En total, la 1a classe s'atorgà en 13 ocasions: coronel B.N. Agapov, Coronel General. A. Atxalov, Coronel General d'Aviació E. F. Baiducov, Tinent General d'Aviació A.I. Borovskij, General Major A.S. Verevkin, Coronel General I.G. Zavjalov, Capità de 1a A.K. Cossac, Tinent General I.K. Kolodkajnij, Coronel E.K. Loixcapev, Coronel I.M. Orel, Vicealmirall V.A. Poroshin, Vicealmirall S.H. Sergei, General Major V.P. Xerbakov.
Les darreres concessions van ser el 19 de desembre de 1991.
En total, l'orde de I Classe va ser concedida en 13 ocasions; la de II Classe en 589 ocasions i la de III Classe en 69.576 ocasions.
L'Orde del Servei a la Pàtria a les Forces Armades de la Unió Soviètica de 1a classe és l'orde més rara de l'URSS (per la quantitat de cavallers, no pas per la difusió), més estranya que l'Orde de la Victòria (20 condecoracions i 17 cavallers) i l'Orde d'Uixakov de 1a classe (47 condecoracions); però el fet de la seva curta existència i de la seva escassa popularitat han fet que això quedés totalment desapercebut.
| Orde del Servei a la Pàtria a les Forces Armades | Orde del Servei a la Pàtria a les Forces Armades | Orde del Servei a la Pàtria a les Forces Armades |
| 1a Classe                                        | 2a Classe                                        | 3a Classe                                        |
| ------------------------------------------------ | ------------------------------------------------ | ------------------------------------------------ |
| Orde de primera classe                           | Orde de segona classe                            | Orde de tercera classe                           |
| Galó                                             |                                                  |                                                  |
| Galó de primera classe                           | Galó de segona classe                            | Galó de tercera classe                           |

## Requeriments
Atorgada als militars de l'Exèrcit Roig, la Flota de Guerra, Força Aèria, Forces Aèries de Defensa, Tropes frontereres i Tropes del Ministeri d'Interior (MVD):
- Pels èxits assolits en la preparació de combat i política, el manteniment de l'estat d'alerta alt de l'exèrcit i l'assimilació de noves tècniques de combat
- Pels alts índex en l'activitat de servei
- Per l'execució amb èxit de les tasques especials del comandament
- Per la valentia i l'abnegació a l'execució del deure militar
- Per altres mèrits davant la Pàtria durant el servei a les Forces Armades de l'URSS

## Disseny
L'Orde "Pel Servei a la Pàtria a les Forces Armades de l'URSS" representa una estrella de 8 puntes octogonal convexa. Les puntes de l'estrella que apunten en vertical i en horitzontal tenen raigs, mentre que les altres són llises i estan cobertes d'esmalt blau cel. A sobre de l'esmalt apareixen la part superior i inferior de dos míssils creuats. A la part central de l'estrella, i damunt d'una corona de fulles de roure, hi ha una estrella de 5 puntes. Al voltant hi ha un anell en esmalt blanc amb la inscripció "ЗА СЛУЖБУ РОДИНЕ ВС CCCP" ("Pel servei a la Pàtria a les Forces Armades de l'URSS") i la falç i el martell a la part inferior. Per darrere de l'anell apareixen dues ales de plata i una àncora.
La de segona classe difereix en el fet que la vora de l'estrella i el medalló central és íntegrament en plata, així com la inscripció, quedant només l'estrella en daurat. La de tercera classe ja és tota en plata.
Les dimensions entre les puntes de l'estrella és de 65mm, i el diàmetre de l'anell amb la inscripció és de 24mm.
La cinta de la condecoració és de seda blau cel, de 24mm d'ample, amb franges longitudinals al mig: una de 6mm d'ample per la I classe, dues de 3mm per a la II classe, i tres de 2mm per a la III classe.